# Maksencja z Trydentu
Maksencja z Trydentu – według żywota Bartłomieja z Trydentu była matką trzech synów, w tym św. Wigiliusza z Trydentu (zm. 405), święta Kościoła katolickiego.
Jej wspomnienie liturgiczne obchodzono w Kościele katolickim
30 kwietnia.